# Ivo Babić (veterinar)
Ivo Babić, hrvaški veterinar, pedagog, politik in akademik, * 1900, † 1977.
Bil je predavatelj na Veterinarski fakulteti v Zagrebu in član Jugoslovanske akademije znanosti in umetnosti.
Bil je tudi prosvetni minister LR Hrvaške in ljudski ter zvezni poslanec.